# Somalodillo squamatus
Somalodillo squamatus är en kräftdjursart som beskrevs av Stefano Taiti och Franco Ferrara1982. Somalodillo squamatus ingår i släktet Somalodillo och familjen Eubelidae. Inga underarter finns listade i Catalogue of Life.